# Alena Mrázová
Alena Mrázová (ur. 6 października 1958 w Boguminie) – czeska pisarka, tłumaczka i nauczycielka akademicka.
Studiowała filologię romańską na Wydziale Filozoficznym Uniwersytetu Karola, także na uniwersytetach w Lizbonie i Dijonie. Zajmuje się tłumaczeniami z czeskiego, słowackiego, rosyjskiego, polskiego, francuskiego, portugalskiego i hiszpańskiego, zaś okazyjnie tworzeniem czeskich napisów do filmów dokumentalnych i fabularnych dla Czeskiej Telewizji. Jest również nauczycielką akademicką na Uniwersytecie Stosunków Międzynarodowych i Publicznych w Pradze, gdzie wykłada język francuski.
W 2007 r., dzięki wsparciu Ambasady RP w Pradze, powstała jej książka: „Dům učitelů” (Dom nauczycieli), a w 2009 r. następna – „Hodně jsme pili z řeky Léthé” (Za dużo piliśmy z rzeki Lete). Opowieść „Vzkaz po Elfi Nitche” była częścią książki „Dům učitelů”. Autorka sama przetłumaczyła ją na język polski. „Przekaz Elfi Nitche” zdobył nominację do nagrody VI Ogólnopolskiego Konkursu na Autorską Książkę Literacką – Świdnica 2013 i ukazała się latem 2014 roku w Poznaniu, w Wydawnictwie Albus.